# Habenaria flaccifolia
Habenaria flaccifolia är en orkidéart som beskrevs av Rudolf Schlechter. Habenaria flaccifolia ingår i släktet Habenaria och familjen orkidéer. Inga underarter finns listade i Catalogue of Life.